# 22 يوليو
- السبت
- الأحد
- الاثنين
- الثلاثاء
- الأربعاء
- الخميس
- الجمعة

- 283 محرم 1447  هـ
- 294 محرم 1447  هـ
- 305 محرم 1447  هـ
- 16 محرم 1447  هـ
- 27 محرم 1447  هـ
- 38 محرم 1447  هـ
- 49 محرم 1447  هـ
- 510 محرم 1447  هـ
- 611 محرم 1447  هـ
- 712 محرم 1447  هـ
- 813 محرم 1447  هـ
- 914 محرم 1447  هـ
- 1015 محرم 1447  هـ
- 1116 محرم 1447  هـ
- 1217 محرم 1447  هـ
- 1318 محرم 1447  هـ
- 1419 محرم 1447  هـ
- 1520 محرم 1447  هـ
- 1621 محرم 1447  هـ
- 1722 محرم 1447  هـ
- 1823 محرم 1447  هـ
- 1924 محرم 1447  هـ
- 2025 محرم 1447  هـ
- 2126 محرم 1447  هـ
- 2227 محرم 1447  هـ
- 2328 محرم 1447  هـ
- 2429 محرم 1447  هـ
- 2530 محرم 1447  هـ
- 261 صفر 1447  هـ
- 272 صفر 1447  هـ
- 283 صفر 1447  هـ
- 294 صفر 1447  هـ
- 305 صفر 1447  هـ
- 316 صفر 1447  هـ
- 17 صفر 1447  هـ

22 يوليو أو 22 تمُّوز أو 22 يوليه أو يوم 22 \ 7 (اليوم الثاني والعشرون من الشهر السابع) هو اليوم الثالث بعد المئتين (203) من السنوات البسيطة، أو اليوم الرابع بعد المئتين (204) من السنوات الكبيسة وفقًا للتقويم الميلادي الغربي (الغريغوري). يبقى بعده 162 يومًا لانتهاء السنة.

## أحداث
- 1598 - مسرحية تاجر البندقية للأديب وليم شكسبير تدخل السجل الملكي بأمر من الملكة إليزابيث.
- 1896 - صدور العدد الأول من «صحيفة الشام» في دمشق، وقد ظلت الصحيفة تصدر حتى عام 1908 عندما توقفت عن الصدور.
- 1906 - تتويج هاكون السابع ملكًا على النرويج.
- 1913 - إنشاء فيديك (الاتحاد الدولي للاستشارات الهندسية)
- 1921 - جمهورية الريف في المغرب تهزم الجنود الإسبان في معركة أنوال.
- 1933 - الطيار الأمريكي ويلي بوست يهبط في نيويورك بعد أن طار وحدة حول العالم في سبعة أيام.
- 1944 - استقلال بولندا وإعلان الجمهورية فيها.
- 1946 - منظمة الإرجون تقصف فندق الملك داود في مدينة القدس مما أدى إلى مقتل 91 شخصًا وإصابة 46 آخرين.
- 1952 - تشكيل حكومة جديدة في مصر برئاسة أحمد نجيب الهلالي، واستمرت بعملها لمدة ساعات فقط وذلك بسبب قيام ثورة 23 يوليو في تلك الليلة، وكانت بذلك أقصر الحكومات عمرًا في مصر.
- 1987 - إطلاق النار على رسام الكاريكاتير الفلسطيني ناجي العلي بوجهه في لندن.
- 1990 -
  - المجلس الوطني العراقي يصدر توصية بأن يظل صدام حسين رئيسًا للعراق مدى الحياة.
  - إسرائيل تضع حجر أساس لبناء أول مستعمرة في جنوب لبنان.
- 2003 - معركة مخبأ عدي وقصي في الموصل بين 200 جندي أمريكي وعدي وقصي ومصطفى أبناء الرئيس السابق صدام حسين.
- 2006 - افتتاح ملعب الإمارات، الملعب الحالي لنادي أرسنال لكرة القدم.
- 2015 - جامعة برمنغهام تُعلن عُثورها على مخطوطةٍ قُرآنيَّةٍ ترجع إلى العصر النبوي، بعد أن كانت قد دُمجت بالخطأ مع مخطوطةٍ أُخرى طيلة سنوات.
- 2020 - عدد الإصابات المؤكدة بجائحة كورونا يتخطّى حاجز 15 مليون شخص حول العالم، من بينهم أكثر من 617 ألف حالة وفاة وحوالي ثمانية ملايين ونصف المليون حالة تماثلت للشفاء.
- 2024 - مصرع 257 شخصًا على الأقل وتشريد الآلاف بسبب انهيارين أرضيين في قريتين بجنوب إثيوبيا.

## مواليد
- 1478 - فيليب الأول، ملك قشتالة.
- 1510 - ألساندرو دي ميديشي، حاكم فلورنسا.
- 1849 - إيما لازاروس، شاعرة أمريكية.
- 1887 - غوستاف هرتس، عالم فيزياء تجريبية ألماني حاصل على جائزة نوبل في الفيزياء عام 1925.
- 1888 - سلمان واكسمان، عالم كيمياء حيوية أمريكي حاصل على جائزة نوبل في الطب عام 1952.
- 1925 - عايدة هلال، ممثلة لبنانية مصرية.
- 1939 -
  - نبيل المشيني، ممثل أردني.
  - وردة، مغنية جزائرية.
- 1946 -
  - داني غلوفر، ممثل أمريكي.
  - ميراي ماتيو، مغنية فرنسية.
  - جونسون توريبيونج، رئيس بالاو.
- 1949 - هياتم، ممثلة وراقصة شرقية مصرية.
- 1953 - ريني فان در يكن، لاعب كرة قدم بلجيكي.
- 1955 - ويليم دافو، ممثل أمريكي.
- 1962 - سعيد سالم، ممثل إماراتي.
- 1963 - إيميليو بوتراغينيو، لاعب كرة قدم إسباني.
- 1964 - جون ليجويزامو، ممثل كولومبي.
- 1965 - شون مايكلز، مصارع أمريكي.
- 1977 - غوستافو نيري، لاعب كرة قدم برازيلي.
- 1978 - دينيس روميدال، لاعب كرة قدم دنماركي.
- 1980 -
  - ديرك كويت، لاعب كرة قدم هولندي.
  - كيت ريان، مغنية بلجيكية.
- 1984 - ستيوارت داونينغ، لاعب كرة قدم إنجليزي.
- 1992 - سيلينا غوميز، مغنية و ممثلة أمريكية.
- 1998 - ماديسن بتيس، ممثلة أمريكية.
- 2013 - جورج أمير ويلز، الثالث ترتيبًا على العرش البريطاني.

## وفيات
- 1908 - ويليام راندال كريمر، سياسي بريطاني حاصل على جائزة نوبل للسلام عام 1903.
- 1936 - أحمد عزة الأعظمي، كاتب وصحفي ومؤرخ عراقي.
- 1979 - ساندور كوشيتش، لاعب كرة قدم هنغاري.
- 2003 -
  - عدي صدام حسين، سياسي عراقي.
  - قصي صدام حسين، عسكري وسياسي عراقي.
  - مصطفى قصي صدام حسين.
- 2008 - فواز بن عبد العزيز آل سعود، أمير منطقة مكة المكرمة.
- 2018 -
  - فاطمة عبد المحمود، سياسية سودانية وأول امرأة تؤسس حزباً سياسياً في السودان.
  - خديجة محمدوفيتش، ناشطة حقوقية بوسنية ومُؤسسة جمعية أمهات سربرنيتسا.
- 2019 - صابرين بورشيد، ممثلة بحرينية.

## أعياد ومناسبات
- يوم العدد ط.
- اليوم الوطني لغرس الأشجار في جمهورية أفريقيا الوسطى.

## وصلات خارجية
- وكالة الأنباء القطريَّة: حدث في مثل هذا اليوم.
- النيويورك تايمز: حدث في مثل هذا اليوم.
- BBC: حدث في مثل هذا اليوم.